# Lista över Sveriges högsta byggnader
Lista över de högsta byggnaderna i Sverige förtecknar byggnader i ordning efter höjd från entrén till den arkitektoniska höjden.

## Definition
Med tipp menas i detta avseende den högsta punkten på byggnadsverket. I den arkitektoniska höjden ingår till exempel kors på kyrkor och räcken på fasader men exkluderar teknisk utrustning såsom antenner, åskledare, ventilationsutrustning med mera. Den arkitektoniska höjden kan därför också vara den högsta punkten om till exempel antenn saknas.

## Sveriges högsta hus
| Byggnad                                     | Bild | Tätort         | Arkitektonisk höjd | Höjd till tipp | Våningar | Färdigställd |
| ------------------------------------------- | ---- | -------------- | ------------------ | -------------- | -------- | ------------ |
| Karlatornet                                 |      | Göteborg       | 246 m              | 246 m          | 73       | 2024         |
| Turning Torso                               |      | Malmö          | 190,4 m            | 190,4 m        | 57       | 2005         |
| Citygate                                    |      | Göteborg       | 144 m              | 144 m          | 36       | 2022         |
| Kista Science Tower                         |      | Stockholm      | 123,9 m            | 162 m          | 30       | 2002         |
| Norra tornen Innovationen                   |      | Stockholm      | 120 m              | 120 m          | 35       | 2018         |
| Victoria Tower                              |      | Stockholm      | 117,6 m            | 119 m          | 33       | 2011         |
| Kista Torn                                  |      | Stockholm      | 111,7 m            | 119,3 m        | 40       | 2016         |
| The Point                                   |      | Malmö          | 110 m              | 110 m          | 29       | 2019         |
| Kineum                                      |      | Göteborg       | 110 m              | 110 m          | 27       | 2022         |
| Hotell Draken                               |      | Göteborg       | 104 m              | 104 m          | 34       | 2023         |
| Norra tornen Helix                          |      | Stockholm      | 104 m              | 104 m          | 30       | 2021         |
| Sthlm 01                                    |      | Stockholm      | 102,5 m            | 102,5 m        | 27       | 2020         |
| Gothia East Tower                           |      | Göteborg       | 100 m              | 100 m          | 29       | 2014         |
| Gårda Vesta                                 |      | Göteborg       | 97 m               | 97 m           | 25       | 2021         |
| Kajplats 6                                  |      | Stockholm      | 87,6 m             | 87,6 m         | 27       | 2021         |
| Malmö Live                                  |      | Malmö          | 87,4 m             | 88 m           | 25       | 2015         |
| Skatteskrapan                               |      | Stockholm      | 86 m               | 86 m           | 28       | 1959         |
| Lilla Bommen                                |      | Göteborg       | 86 m               | 86 m           | 23       | 1989         |
| DN-skrapan                                  |      | Stockholm      | 84 m               | 88,0 m         | 26       | 1964         |
| Söder Torn                                  |      | Stockholm      | 82,8 m             | 82,8 m         | 24       | 1997         |
| Gothia Crown Tower                          |      | Göteborg       | 82 m               | 82 m           | 25       | 2013         |
| Kronprinsen                                 |      | Malmö          | 82 m               | 82 m           | 27       | 1964         |
| Tyresö View                                 |      | Stockholm      | 82 m               | 82 m           | 23       | 2014         |
| Quality Hotel Friends                       |      | Stockholm      | 81,5 m             | 81,5 m         | 24       | 2013         |
| Skrapan                                     |      | Västerås       | 81,4 m             | 93 m           | 26       | 1990         |
| Sara kulturhus                              |      | Skellefteå     | 80 m               | 80 m           | 20       | 2021         |
| Kronjuvelen                                 |      | Göteborg       | 79 m               | 79 m           | 26       | 2022         |
| Kvarteret Lusten                            |      | Stockholm      | 78 m               | 78 m           | 24       | 2012         |
| Kajen 5                                     |      | Stockholm      | 76,2 m             | 76,2 m         | 25       | 2016         |
| Folksamhuset                                |      | Stockholm      | 76 m               | 79 m           | 24       | 1959         |
| Gothia West Tower                           |      | Göteborg       | 75 m               | 75 m           | 23       | 2001         |
| Kajen 4                                     |      | Stockholm      | 75,0 m             | 75,0 m         | 25       | 2014         |
| Hotel The Weaver                            |      | Göteborg       | 75,0 m             | 75,0 m         | 25       | 2021         |
| Gamlestads torg                             |      | Göteborg       | 74 m               | 74 m           | 17       | 2018         |
| Ideon Gateway                               |      | Lund           | 74 m               | 76 m           | 19       | 2012         |
| Wenner-Gren Center                          |      | Stockholm      | 73,7 m             | 73,7 m         | 25       | 1961         |
| Trade Center                                |      | Halmstad       | 73,5 m             | 73,5 m         | 24       | 1988         |
| Platinan                                    |      | Göteborg       | 72 m               | 72 m           | 18       | 2022         |
| Fyrtornet                                   |      | Malmö          | 71,1 m             | 71,1 m         | 16       | 2024         |
| Scandic Infra City                          |      | Upplands Väsby | 70 m               | 70 m           | 24       | 1991         |
| Nejlikan                                    |      | Borås          | 70 m               | 70 m           | 21       | 2014         |
| Celsiusterrassen                            |      | Göteborg       | 70 m               | 70 m           | 23       | 2024         |
| Scandic Triangeln                           |      | Malmö          | 69 m               | 70 m           | 22       | 1989         |
| Havstornet                                  |      | Norrtälje      | 69 m               | 69 m           | 23       | 2021         |
| Kaninen Triangeln                           |      | Malmö          | 68 m               | 68 m           | 18       | 2014         |
| Malmö tingsrätt                             |      | Malmö          | 68 m               | 68 m           |          | 2022         |
| Scandic Talk Hotel                          |      | Stockholm      | 68 m               | 72 m           | 19       | 2006         |
| Arenastaden 5                               |      | Stockholm      | 67 m               | 67 m           | 21       | 2014         |
| Arenastaden 4                               |      | Stockholm      | 67 m               | 67 m           | 21       | 2015         |
| Arenastaden 3                               |      | Stockholm      | 67 m               | 67 m           | 21       | 2016         |
| ICON Växjö                                  |      | Växjö          | 67 m               | 67 m           | 20       | 2018         |
| Fyrtornet Dalénum                           |      | Lidingö        | ≈ 66,5 m           | ≈ 66,5 m       | 22       | 2021         |
| Höjdpunkten                                 |      | Helsingborg    | 66 m               | 66 m           | 22       | 2014         |
| Gängtappen                                  |      | Malmö          | 65 m               | 65 m           | 15       | 1958         |
| Quality Hotel View                          |      | Malmö          | 65 m               | 67 m           | 19       | 2015         |
| ÅF-huset                                    |      | Göteborg       | 65 m               | 67 m           | 17       | 2014         |
| Munksjötornet                               |      | Jönköping      | 65 m               | 65 m           | 16       | 2016         |
| Science Park Towers                         |      | Jönköping      | 64 m               | 64 m           | 16       | 2023         |
| Quality Hotel Match                         |      | Jönköping      | 64 m               | 64 m           | 18       | 2022         |
| Forum Nacka                                 |      | Stockholm      | 64 m               | 74 m           | 20       | 1989         |
| Tornet                                      |      | Linköping      | 64 m               | 64 m           | 19       | 2009         |
| Gröna skrapan                               |      | Göteborg       | 64 m               | 65 m           | 17       | 2010         |
| Slagthuset                                  |      | Malmö          | 63 m               | 63 m           | 13       | 1993         |
| Malmö Arena Hotell                          |      | Malmö          | 62 m               | 62 m           | 16       | 2014         |
| Bryggudden                                  |      | Karlstad       | 62 m               | 62 m           | 21       | 2013         |
| Nya Karolinska Solna                        |      | Stockholm      | 62 m               | 62 m           | 12       | 2016         |
| Stuveriet                                   |      | Göteborg       | 61,4 m             | 61,4m          | 17       | 2022         |
| Atmosfär, Karlastaden                       |      | Göteborg       | 61,1 m             | 62,1 m         | 17       | 2023         |
| Hötorgshus 1                                |      | Stockholm      | 61 m               | 61 m           | 19       | 1965         |
| Hötorgshus 2                                |      | Stockholm      | 61 m               | 61 m           | 19       | 1965         |
| Hötorgshus 3                                |      | Stockholm      | 61 m               | 61 m           | 19       | 1965         |
| Hötorgshus 4                                |      | Stockholm      | 61 m               | 61 m           | 19       | 1965         |
| Hötorgshus 5                                |      | Stockholm      | 61 m               | 61 m           | 19       | 1965         |
| Södra kungstornet                           |      | Stockholm      | 61 m               | 61 m           | 17       | 1925         |
| Ullevi Park                                 |      | Göteborg       | 61 m               | 61 m           | 16       | 2015         |
| Kungsholmsporten västra                     |      | Stockholm      | 60,8 m             | 60,8 m         | 21       | 2012         |
| Nyponet                                     |      | Stockholm      | 60,1 m             | 60,1 m         | 21       | 1958         |
| Hus under konstruktion eller på planstadium |      |                |                    |                |          |              |
| Cassiopeja, Karlastaden                     |      | Göteborg       | 145 m              | 145 m          | 43       | Laga kraft   |
| Playce 1                                    |      | Stockholm      | 142 m              | 142 m          | 44       | Laga kraft   |
| Brunnshögsskrapan                           |      | Lund           | 141 m              | 141 m          | 36       | Antagen      |
| Svenska mässan +One                         |      | Göteborg       | 140 m              | 140 m          | 40       | Samråd       |
| Backaplan                                   |      | Göteborg       | 130 m              | 130 m          | 32       | Planbesked   |
| Auriga, Karlastaden                         |      | Göteborg       | 125 m              | 125 m          | 36       | Laga kraft   |
| Campus Lundby 1                             |      | Göteborg       | 125 m              | 125 m          | 35       | Laga kraft   |
| Norra Tornet                                |      | Karlstad       | 120 m              | 120 m          | 33       | Laga kraft   |
| Marievik 7                                  |      | Stockholm      | 115 m              | 115 m          | 38       | Samråd       |
| Marievik 6                                  |      | Stockholm      | 105 m              | 105 m          | 34       | Samråd       |
| Virgo, Karlastaden                          |      | Göteborg       | 103,25 m           | 103,25 m       | 27       | Laga kraft   |
| Marievik 3                                  |      | Stockholm      | 102 m              | 102 m          | 33       | Samråd       |
| Global Business Gate                        |      | Göteborg       | +100 m             | +100 m         | 26       | 2027         |
| Utbyggnad Navet, Lindholmen                 |      | Göteborg       | 100 m              | 100 m          | 27       | Planbesked   |
| Habitat                                     |      | Malmö          | 90-100 m           |                | 30       | Granskning   |
| kv Myvatten                                 |      | Stockholm      | 93,5 m             | 93,5 m         | 29       | Granskning   |
| Campus Lundby 2                             |      | Göteborg       | 93 m               | 93 m           |          | Laga kraft   |
| Sahlgrenska hus 3                           |      | Göteborg       | 90 m               | 90 m           | 23       | Laga kraft   |
| Marievik 2                                  |      | Stockholm      | 86,5 m             | 86,5 m         | 26       | Samråd       |
| Levnadskonstnären 1                         |      | Malmö          | 84 m               | 84 m           |          | 2025         |
| Gasklockan                                  |      | Stockholm      | 83,8 m             | 86,6 m         | 27       | Laga kraft   |
| Playce 2                                    |      | Stockholm      | 82 m               | 82 m           | 24       | Laga kraft   |
| The Nudge                                   |      | Göteborg       | 80 m               | 80 m           | 22       | Planbesked   |
| Torrdockan                                  |      | Malmö          | 79 m               | 85 m           | 25       | 2025         |
| Kaj16                                       |      | Göteborg       | 78,5 m             | 78,5 m         | 16       | 2026         |
| Geysir Residential Tower                    |      | Stockholm      | 78,1 m             | 78,1 m         | 24       | Laga kraft   |
| Kajen 7                                     |      | Stockholm      | 76,3 m             | 76,3 m         | 25       | Laga kraft   |
| Deltahuset, Backaplan                       |      | Göteborg       | 75 m               | 75 m           | 19       | Laga kraft   |
| Marievik 1                                  |      | Stockholm      | 71,5 m             | 71,5 m         | 22       | Samråd       |
| Levnadskonstnären 2                         |      | Malmö          | 67,2 m             | 67,2 m         |          | 2025         |
| Lynx, Karlastaden                           |      | Göteborg       | 65 m               | 65 m           | 17       | 2024         |
| Droppen                                     |      | Malmö          | 62,9 m             | 62,9 m         |          | 2025         |

      Planstadium
      Under uppförande

## Sveriges högsta byggnader exklusive hus
| Rang                                              | Typ                              | Byggnad                          | Tätort                           | Tipp                             | Tak                              | Våningar                         | Färdigställd                     |
| Kyrkor och andra torn med spiror                  | Kyrkor och andra torn med spiror | Kyrkor och andra torn med spiror | Kyrkor och andra torn med spiror | Kyrkor och andra torn med spiror | Kyrkor och andra torn med spiror | Kyrkor och andra torn med spiror | Kyrkor och andra torn med spiror |
| ------------------------------------------------- | -------------------------------- | -------------------------------- | -------------------------------- | -------------------------------- | -------------------------------- | -------------------------------- | -------------------------------- |
| 1                                                 | Kyrka                            | Uppsala domkyrka                 | Uppsala                          | 118,7 m                          | —                                | —                                | 1889                             |
| 2                                                 | Kyrka                            | Klara kyrka                      | Stockholm                        | 116 m                            | —                                | —                                | 1886                             |
| 3                                                 | Kyrka                            | Linköpings domkyrka              | Linköping                        | 107 m                            | —                                | —                                | 1886                             |
| 4                                                 | Rådhus                           | Stockholms stadshus              | Stockholm                        | 106 m                            | —                                | —                                | 1923                             |
| 5                                                 | Kyrka                            | Sankt Petri kyrka                | Malmö                            | 105 m                            | —                                | —                                | 1890                             |
| 6                                                 | Kyrka                            | Tyska kyrkan                     | Stockholm                        | 96 m                             | —                                | —                                | 1884                             |
| 7                                                 | Kyrka                            | Västerås domkyrka                | Västerås                         | 91,8 m                           | —                                | —                                | 1693                             |
| 8                                                 | Kyrka                            | Riddarholmskyrkan                | Stockholm                        | 90,8 m                           | —                                | —                                | 1840                             |
| 9                                                 | Kyrka                            | Stora Tuna kyrka                 | Borlänge                         | 86 m                             | —                                | —                                | 1917                             |
| 10                                                | Kyrka                            | Högalidskyrkan                   | Stockholm                        | 84 m                             | —                                | —                                | 1923                             |
| 11                                                | Kyrka                            | Mariestads domkyrka              | Mariestad                        | 82,5 m                           | —                                | —                                | 1625                             |
| 12                                                | Kyrka                            | Gustav Adolfs kyrka              | Sundsvall                        | 81 m                             | —                                | —                                | 1894                             |
| 13                                                | Kyrka                            | Sofiakyrkan                      | Jönköping                        | 78 m                             | —                                | —                                | 1906                             |
| 14                                                | Kyrka                            | Vaksala kyrka                    | Uppsala                          | 76 m                             | —                                | —                                | 1692                             |
| 15                                                | Kyrka                            | Oscarskyrkan                     | Stockholm                        | 76 m                             | —                                | —                                | 1903                             |
| 16                                                | Kyrka                            | Strängnäs domkyrka               | Strängnäs                        | 75 m                             | —                                | —                                | 1740-talet                       |
| 17                                                | Kyrka                            | Oscar Fredriks kyrka             | Göteborg                         | 75 m                             | —                                | —                                | 1893                             |
| 18                                                | Museum                           | Nordiska Museet                  | Stockholm                        | 75 m                             | —                                | 7                                | 1907                             |
| 19                                                | Kyrka                            | Mora kyrka                       | Mora                             | 74 m                             | —                                | —                                | 1673                             |
| 20                                                | Kyrka                            | Engelbrektskyrkan                | Stockholm                        | 73 m                             | —                                | —                                | 1914                             |
| 21                                                | Kyrka                            | Allhelgonakyrkan                 | Lund                             | 72 m                             | —                                | —                                | 1891                             |
| 22                                                | Rådhus                           | Rådhuset                         | Stockholm                        | 71,5 m                           | —                                | —                                | 1915                             |
| 23                                                | Kyrka                            | Sankt Johannes kyrka             | Stockholm                        | 70 m                             | —                                | —                                | 1890                             |
| 24                                                | Rådhus                           | Norrköpings rådhus               | Norrköping                       | 68 m                             | —                                | 10                               | 1907                             |
| 25                                                | Kyrka                            | Gustav Adolfs kyrka              | Helsingborg                      | 67 m                             | —                                | —                                | 1897                             |
| 26                                                | Kyrka                            | Luleå domkyrka                   | Luleå                            | 67 m                             | —                                | —                                | 1893                             |
| 27                                                | Kyrka                            | Hedvig Eleonora kyrka            | Stockholm                        | 66 m                             | —                                | —                                | 1868                             |
| 28                                                | Kyrka                            | Storkyrkan                       | Stockholm                        | 66 m                             | —                                | —                                | 1742                             |
| 29                                                | Vattentorn                       | Landskrona gamla vattentorn      | Landskrona                       | 65,9 m                           | —                                | 15                               | 1904                             |
| 30                                                | Vattentorn                       | Umeå vattentorn                  | Umeå                             | 62,3 m                           | 40m                              | __                               | 1965                             |
| Broar                                             |                                  |                                  |                                  |                                  |                                  |                                  |                                  |
| 1                                                 | Bro                              | Öresundsbron                     | Malmö                            | 202 m                            | —                                | —                                | 2000                             |
| 2                                                 | Bro                              | Högakustenbron                   | Härnösand                        | 180 m                            | —                                | —                                | 1997                             |
| 3                                                 | Bro                              | Uddevallabron                    | Uddevalla                        | 149 m                            | —                                | —                                | 2000                             |
| 4                                                 | Bro                              | Tjörnbron                        | Stenungsund                      | 113 m                            | —                                | —                                | 1981                             |
| 5                                                 | Bro                              | Älvsborgsbron                    | Göteborg                         | 111 m                            | 97 m                             | —                                | 1967                             |
| Torn                                              |                                  |                                  |                                  |                                  |                                  |                                  |                                  |
| 1                                                 | Torn                             | NKT Lighthouse II                | Karlskrona                       | 200 m                            | 200 m                            | —                                | 2027                             |
| 2                                                 | Torn                             | Kaknästornet                     | Stockholm                        | 170 m                            | 155 m                            | —                                | 1967                             |
| 3                                                 | Torn                             | NKT Lighthouse                   | Karlskrona                       | 150 m                            | 150 m                            | —                                | 2021                             |
| 4                                                 | Torn                             | Lisebergstornet                  | Göteborg                         | 116 m                            | —                                | —                                | 1990                             |
| 5                                                 | Torn                             | Hammarbytornet                   | Stockholm                        | 104 m                            | 93 m                             | —                                | 1986                             |
| 6                                                 | Torn                             | Arlandatornet                    | Arlanda                          | 90 m                             | 83 m                             | —                                | 2001                             |
| 7                                                 | Torn                             | NKT-tornet                       | Karlskrona                       | 85 m                             | —                                | —                                | 2000                             |
| Skorstenar                                        |                                  |                                  |                                  |                                  |                                  |                                  |                                  |
| 1                                                 | Skorsten                         | Käppalaverket                    | Lidingö                          | 149 m                            | 149 m                            | —                                | 1969                             |
| 2                                                 | Skorsten                         | Dåva kraftvärmeverk              | Umeå                             | 100 m                            | 100 m                            | __                               | 2008                             |
| Övrigt, inklusive industribyggnader och arenor    |                                  |                                  |                                  |                                  |                                  |                                  |                                  |
| 1                                                 | Silo                             | Norsasilon                       | Köping                           | 94 m                             | —                                | 30                               | 70-tal                           |
| 2                                                 | Silo                             | Cementas Silo                    | Malmö                            | 93 m                             | —                                | —                                | 2012                             |
| 3                                                 | Arena                            | Globen                           | Stockholm                        | 85 m                             | —                                | —                                | 1989                             |
| 4                                                 | Silo                             | Frihamnen silo                   | Stockholm                        | 83 m                             | 83 m                             | —                                | —                                |
| 5                                                 | —                                | Viking malt                      | Halmstad                         | 83 m                             | —                                | 19                               | 1997                             |
| 6                                                 | —                                | Gruvlaven i Sköldinge            | Sköldinge                        | 68 m                             | —                                | —                                | 1958[källa behövs]               |
| 7                                                 | Ackumulatortank                  | Arctura                          | Östersund                        | 65 m                             | —                                | —                                | —                                |
| Byggnader under konstruktion eller på planstadium |                                  |                                  |                                  |                                  |                                  |                                  |                                  |

## Övriga byggnadskonstruktioner (ej självbärande, urval)
- Storbergsmasten, Hudiksvalls kommun – 335 m (331 m minus åskledare[59])
- Jupukkamasten, Pajala kommun – 335 m
- Fårhultsmasten, Västerviks kommun – 335 m
- Gungvalamasten, Karlshamns kommun – 336 m
- Herrestadmasten, Uddevalla kommun – 332 m – 1960
- Häglaredsmasten, Borås kommun – 332 m – 1959 (raserad genom sabotage den 15 maj 2016)[60]
- Ervastebymasten, Motala kommun – 332 m – 1978
- Brattåsmasten, Östersunds kommun – 331 m (minus åskledare[59])
- Snöbergsmasten, Ånge kommun – 331 m (minus åskledare[59])